# Gżira
Gżira [ˈɡzɪːrɐ] (oder il-Gżira) ist eine Stadt im nordöstlichen Malta, zwischen Msida und Sliema gelegen und an Ta’ Xbiex angrenzend, mit einem bekannten Jachthafen und verschiedenen ausländischen Botschaften. Das maltesische Wort Gżira bedeutet im Deutschen „Insel“. Die Stadt wurde nach der Insel Manoel (Manoel Island) benannt, die an die Stadt angrenzend, im Marsamxett Harbour liegt. Die Seepromenade von Gżira ist bekannt für den atemberaubenden Blick auf die Stadtmauern von Valletta, die – nachts beleuchtet – einen pittoresken Hintergrund für Manoel-Island, den Jachthafen und den Park an der Seepromenade bilden.

## Manoel Island
Manoel Island war ursprünglich als l' Isola del Vescovo oder il-Gżira tal-Isqof (dt.: Bischofsinsel) bekannt. 1643 baute Jean de Lascaris-Castellar, Großmeister des Malteserordens, ein Quarantänekrankenhaus (lazzaretto) auf der Insel, um die regelmäßige Einschleppung der Seuchen Pest und Cholera von ausländischen Schiffen zu verhindern. Die Insel wurde schon früh mit einer kleinen Brücke mit dem Strand verbunden.

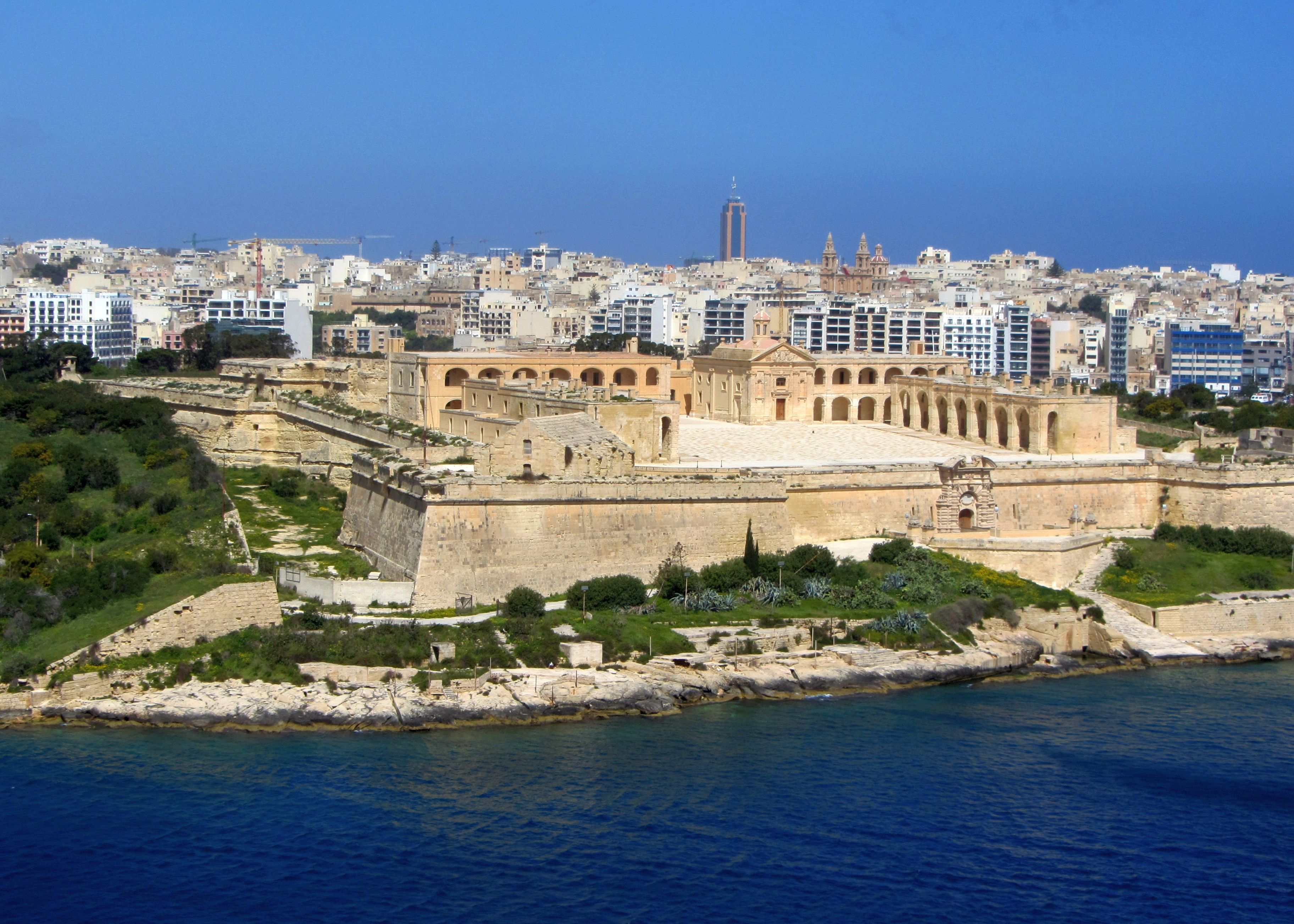
Fort Manoel

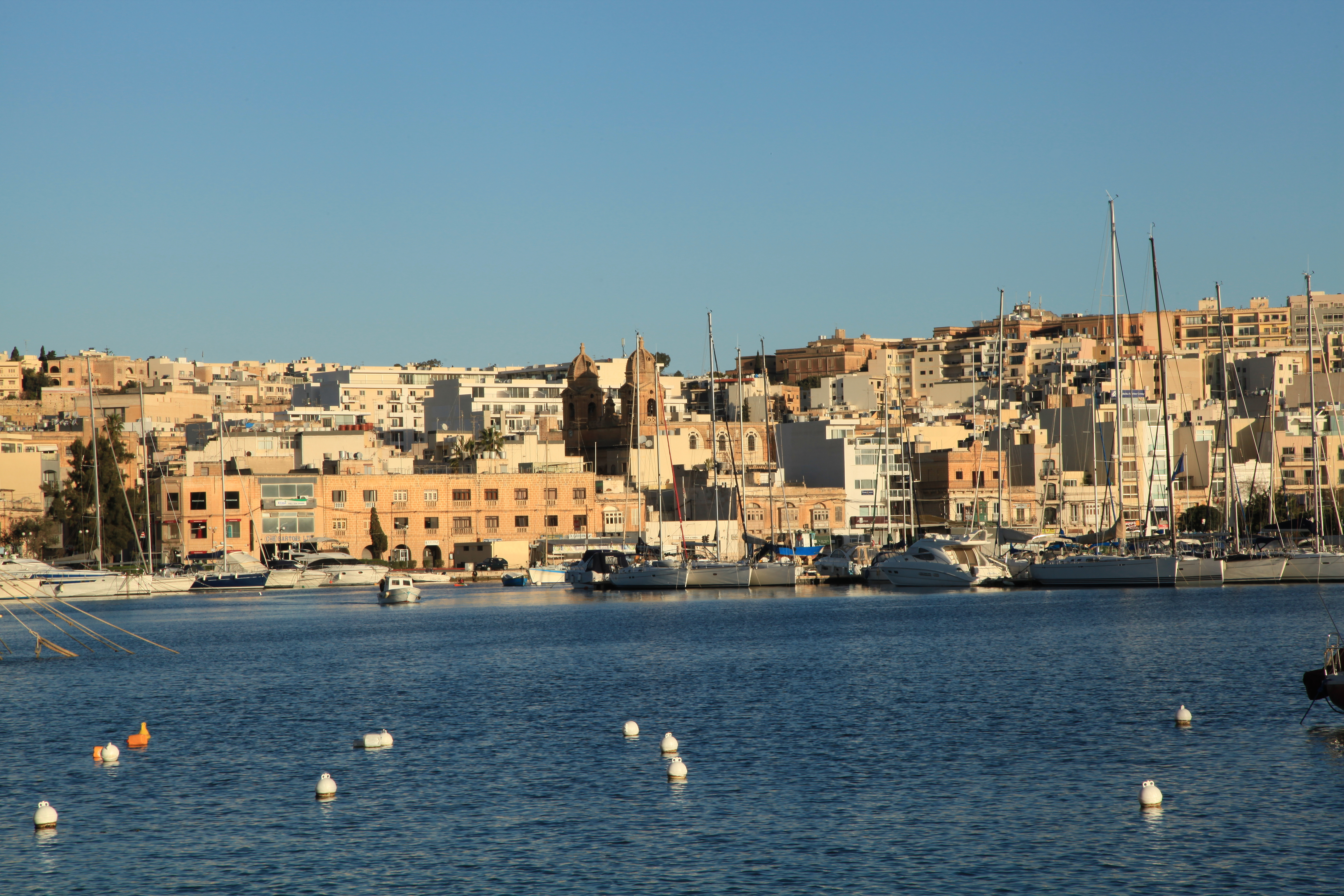
Blick auf Gżira

Die Insel wurde nach Antonio Manoel de Vilhena, einem portugiesischen Großmeister des Malteserordens, umbenannt, unter dessen Führung 1726 das Fort Manoel gebaut wurde. Dieses Fort Manoel gilt als Perle der militärischen Baukunst des 18. Jahrhunderts. Die originalen Pläne des Forts werden Louis d'Augbigne Tigné zugeschrieben und man sagt, dass sie von seinem Freund und Mitstreiter Charles F. Mondion, der in der Krypta unter Fort Manoel begraben liegt, verändert wurden. Einstmals planten die Ritter eine mit Stadtmauern bewehrte Stadt auf Manoel Island, aber stattdessen ließen sie es bei einem Fort bewenden, das für die Aufnahme von 500 Soldaten gebaut war. Das Fort hat einen quadratischen Grundriss, Paradeplatz und Arkaden, zudem gibt es dort eine barocke Kapelle, die dem hl. Antonius von Padua geweiht ist.
Während des Zweiten Weltkriegs wurden Manoel Island und sein Fort von der Royal Navy als Marinebasis genutzt und oft als HMS Talbot oder MS Phœnicia bezeichnet. Die Antoniuskapelle wurde bei einem Bombenangriff der deutschen Luftwaffe im März 1942 zerstört.
Lange Zeit gab es auf Manoel Island gleich nach der Brücke ein Reservat für Enten und andere Wasservögel, das von einem Anwohner angelegt, gepflegt und durch private Spenden unterhalten wurde. Im Laufe der Zeit wurde das Reservat von unterschiedlichen anderen Tieren – vor allem aber streunenden Katzen – bevölkert und war zunehmend verwahrlost. Im September 2021 schließlich wurde dieses „Duck Village“ genannte Reservat wegen hygienischer Mängel abgerissen.
Seit November 2006 wurden am historischen Fort umfangreiche Restaurierungs- und Renovierungsarbeiten durchgeführt, allerdings ist die Festung nicht frei zugänglich. Zudem soll auf Manoel Island eine neue Siedlung entstehen. Das „Manoel Island Redevelopment Project“ wird teils heftig kritisiert, da es Privathäuser in unmittelbarer Nähe zu den wichtigsten historischen Bauwerken der Insel vorsieht.
Wenn man die Insel betritt, liegen gleich zu Beginn Bootsanlegeplätze und Werften. Etwa 300 m nach der Brücke wird der freie Straßenzugang zum Rest der Insel durch eine beschränkte Barriere verwehrt, Fußgänger können das Eiland und das Umfeld der Festungsanlage allerdings ohne Kontrolle besuchen.

## Geschichte
Mitte des 19. Jahrhunderts begann Chevalier Jacob Tagliaferro mit dem Bau der ersten Häuser in Gżira. Gżira wurde als Stadt für die Arbeiterklasse bekannt und litt unter dem Einfluss der Prostitution entlang seiner Hauptstraßen. In den letzten zehn Jahren wurde ein Großteil der alten Häuser abgerissen und neue, luxuriöse Eigentumswohnungen wurden erstellt. So verlor Gżira viel vom Charme und Charakter der Häuser an der Seepromenade; in den engen Straßen der Altstadt kann man aber auch heute noch Beispiele für traditionelle maltesische Häuserfassaden mit ihren geschlossenen, hölzernen Balkonen (Gallerija) und den schmiedeeisernen, nach vorne gewölbten Balkongittern finden. Der Bau von Luxuswohnungen in Gżira führte zu einer Inflation der Wohnungspreise, da sich sowohl maltesische als auch ausländische Kaufinteressenten zunehmend für die Stadt interessierten. Der Hauptgrund hierfür ist in ihrer Lage nicht weit entfernt von der Universität und von der Hauptstadt Valletta zu suchen. Dienstleistungsunternehmen, hauptsächlich Kfz-Werkstätten, Supermärkte und Privatschulen, sind die wichtigsten Arbeitgeber der Stadt, auch wenn Gżira heute noch als Überleitung zu ihrer Nachbarstadt Sliema gesehen wird. Gżira beherbergt auch das Stella Maris College, eine Privatschule für Jungen, die vom De-la-Salle-Orden betrieben wird.
Das soziale Stigma der Prostitution beginnt zu verschwinden, aber es gibt immer noch einen kleinen Rotlichtbezirk an der Strandpromenade von Gżira. Trotzdem ist die Kriminalitätsrate sehr niedrig und die Stadt ist im Allgemeinen so sicher wie der Rest von Malta.
Gżira wurde 1921 eine eigene Pfarrgemeinde im Erzbistum Malta.

## Sehenswürdigkeiten in Gżira
- Die Einkaufsstraße „The Strand“

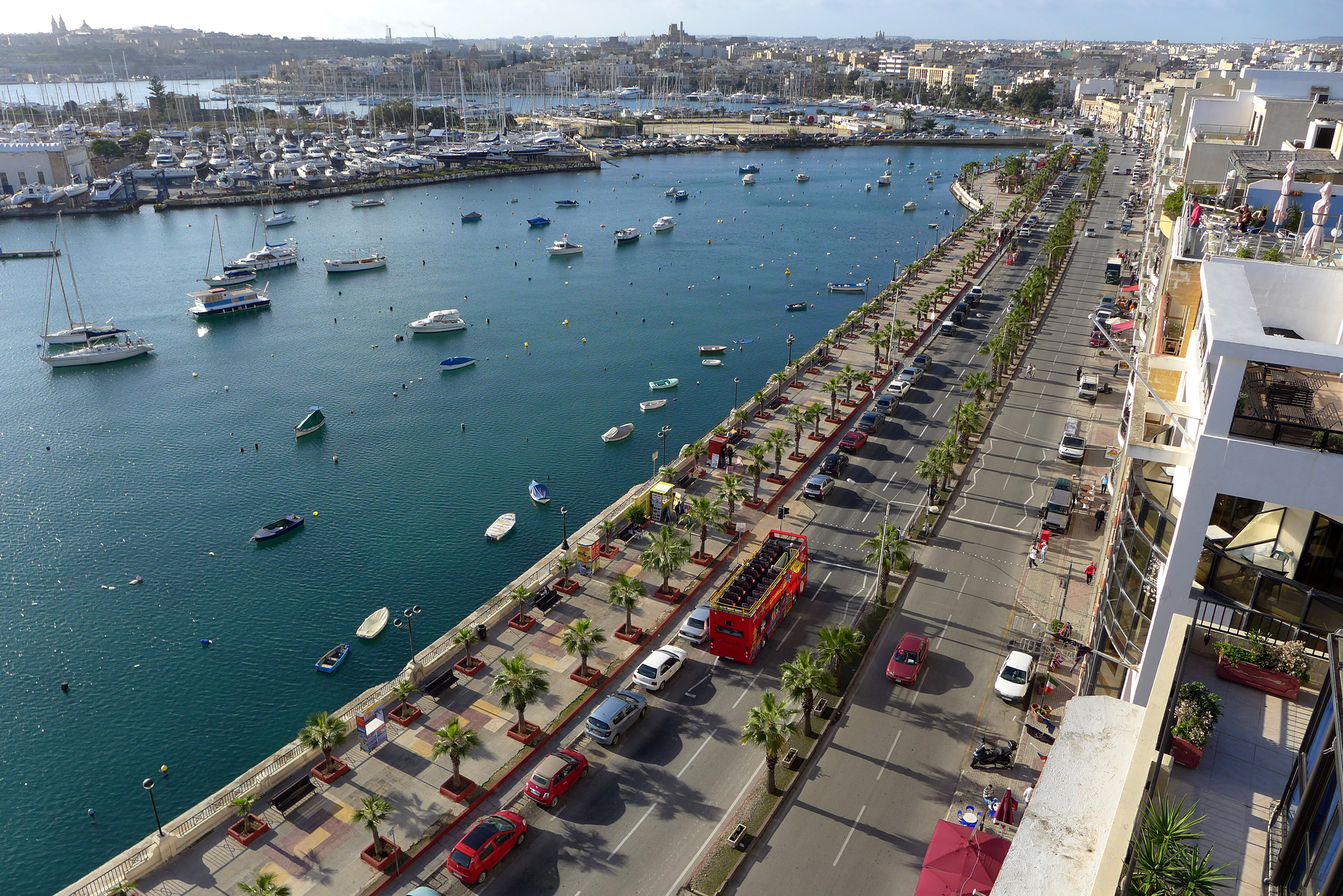
Hafenpromenade

- Jachthafen mit den angrenzenden Parks
- Denkmal des Council of Europe
- Fort Manoel
- Pfarrkirche Our Lady of Mount Carmel
- Stella Maris College, eine Privatschule für Jungen
- Empire-Stadion (nicht mehr in Benutzung)

## Religion

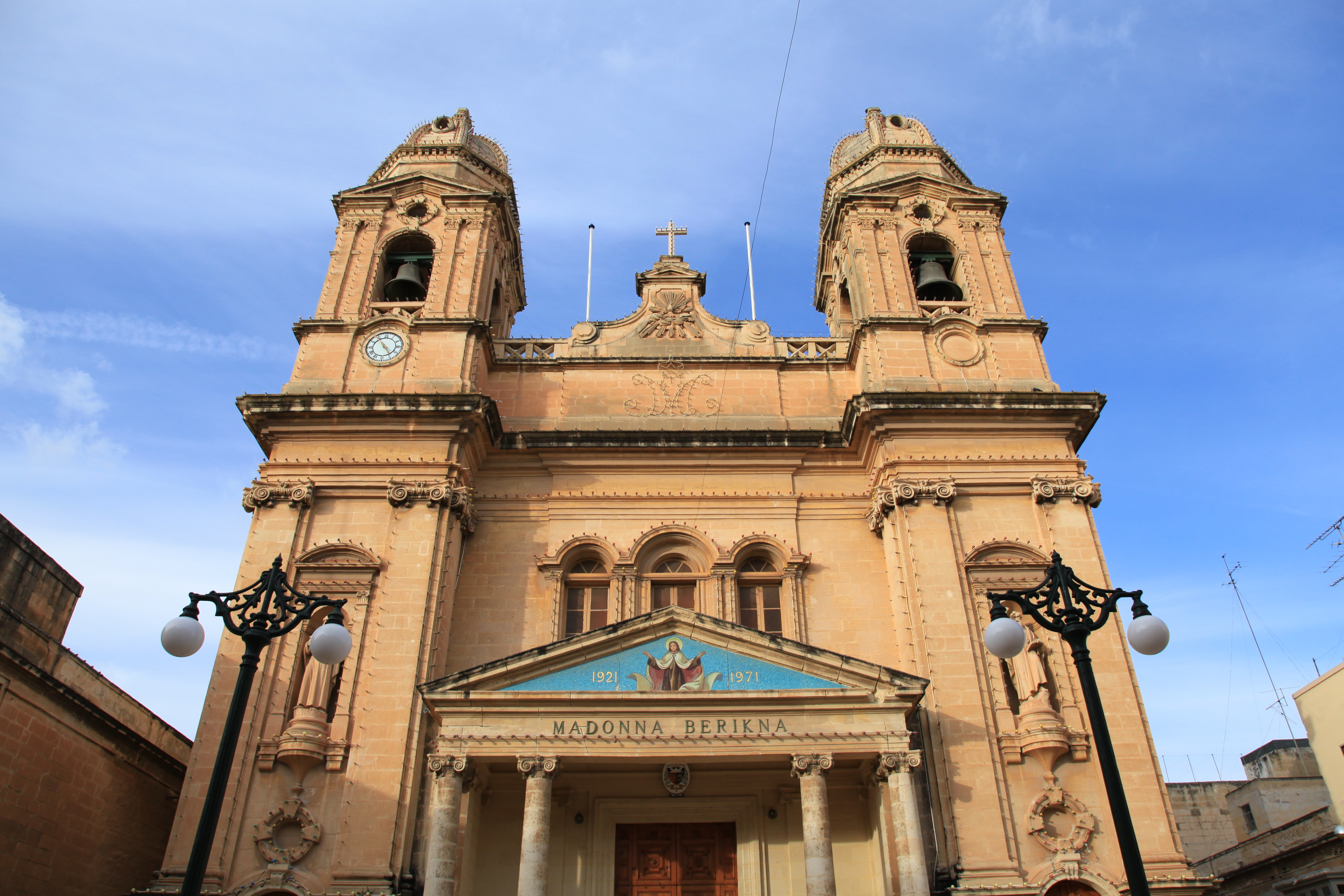
Katholische Pfarrkirche

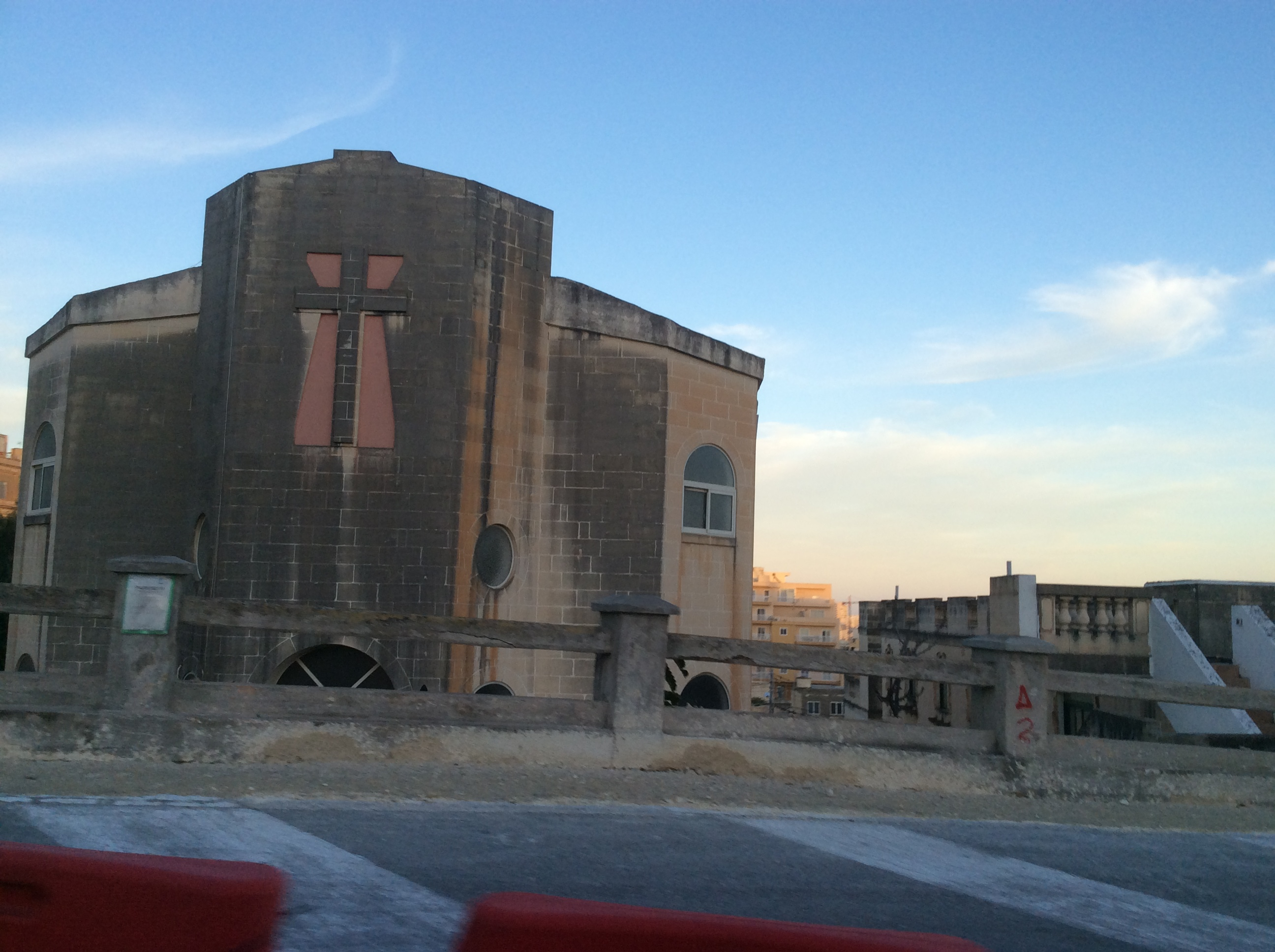
Baptistenkirche Gżira

### Katholische Kirche
Seit 1921 besteht in Gżira eine römisch-katholische Pfarrgemeinde; Dun Anton Manché wurde ihr erster Priester (Kapillan). Der zweite Pfarrer in der Geschichte der Gemeinde Dun Karlu Manché, ein Mann, der von vielen Einwohnern als Heiliger angesehen wird. Die Pfarrkirche von Gżira trägt das Patrozinium Maria vom Berg Karmel (Our Lady of Mount Carmel); das jährliche Patronatsfest wird am 16. Juli gefeiert.
Die Pfarrkirche von Gżira wird von den Einwohnern auch als „tal-Ġebla“ (dt.: aus Stein) bezeichnet, was auf eine alte Legende zurückzuführen ist: Am 10. Juli 1902 warfen zwei betrunkene Seeleute Steine auf das Bildnis von Our Lady of Mount Carmel, das an einer Kneipe eines gewissen Carmel Brincat befestigt war. Die Kneipe war geschlossen und die Seeleute wollten um jeden Preis hinein. Als Brincat sich weigerte, zu öffnen, fingen sie an, Steine auf das Haus zu werfen. Einer der Steine traf auch das Marienbild. Das Glas des Rahmens zerbrach, aber der Stein berührte das Bild selbst nicht und es blieb unbeschädigt. Trotz des heftigen Windes blieb der Stein im Glas stecken. Er wurde abgenommen und in die Pfarrkirche Stella Maris in Sliema gebracht. Gottesdienste und Gebete wurden als Buße geleistet. Den Rahmen, das zerbrochene Glas und den Stein, der auf das Marienbildnis geworfen wurde, kann man heute in der Pfarrkirche von Gżira sehen.
Im Innenhof des Forts Manoel befindet sich eine Kapelle, die dem heiligen Antonius von Padua geweiht ist.

### Protestantische Kirchen
In Gzira befindet sich auch die Kirche der Baptisten auf Malta.

## Sport
Maltas Wassersportverband Aquatic Sports Association of Malta hat seinen Sitz in Gżira. Die Stadt ist auch Heimat des Fußballvereins Gżira United, der in der Spielzeit 2021/22 den 4. Platz der Maltese Premier League erreichte.

## Städtepartnerschaften
Gżira unterhält Partnerschaften mit der griechischen Stadt Glyfada und mit der polnischen Großstadt Wałbrzych.

## Söhne und Töchter der Stadt
- Ronnie Cocks (1943–2017), Fußballspieler
- Michael Falzon (1945–2025), ehemaliger Politiker (PN)
- Emanuel Barbara OFMCap (1949–2018), Kapuziner und Bischof von Malindi
- Ian Micallef (* 1969), Jurist und Europapolitiker
- William Camenzuli (* 1979), Fußballspieler